# Bennington College

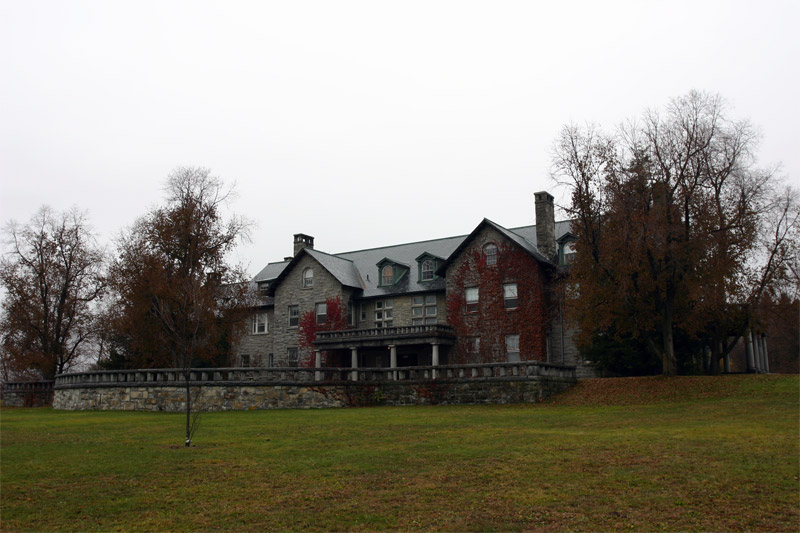
Das Gebäude der Musiker – eines von 60 Bauwerken auf dem Campus

Das Bennington College ist ein privates Liberal-Arts-College in Bennington im Bundesstaat Vermont der Vereinigten Staaten von Amerika.

## Geschichte
Die Planungen für die Eröffnung der Lehranstalt begannen 1923 und wurden neun Jahre später, 1932, abgeschlossen. Die vier bedeutendsten Gründerfiguren waren Vincent Ravi Booth, Mr. und Mrs. Hall Park McCullough sowie William Heard Kilpatrick. Die Colgate Familie hat das Grundstück geschenkt.
Bennington wurde als reine Frauenhochschule gegründet. Die Studentinnenschaft sollte 500 umfassen. Bereits 1935 wurden die ersten Männer in der Schauspielklasse zugelassen, doch erst 1969 wurden die anderen Fakultäten für beide Geschlechter geöffnet.
Bennington College gilt als renommierte Lehranstalt. Es bietet 822 Studienplätze in sechs Fakultäten an (Stand: 2012). Theodore M. Newcomb führte hier von 1934 bis 1939 eine sozialpsychologische Langzeitstudie über das Zusammenleben von Studentinnen durch, die als Bennington College Study bekannt und zu einer klassischen Studie wurde.
Die ersten Häuser auf dem Campus wurden im klassischen nordamerikanischen Kolonialstil gebaut. Heute sind es 68 Häuser. Im Laufe der Generationen entwickelte sich eine Betonung der zeitgenössischen Architektur. Die 1959 vollendete Bibliothek von Pietro Belluschi, Häuser von Edward Larrabee Barnes (1968) und drei Häuser von Ward Robertson Jr. sind Beispiele dafür.

## Studentische Kultur
Bennington hatte von Anbeginn eine überregionale Ausstrahlung aufgrund der hohen Studiengebühren und der künstlerischen Leistungen seiner Absolventen. Die Tänzerin und Choreographin Martha Graham wirkte dort. Ebenso war die unorthodoxe pädagogische Kultur des Colleges bekannt. Newcombs Studie stellte fest, dass die Ansichten beinahe aller jungen Frauen, die dort studierten, sich während des Studiums wesentlich vom konservativen zum liberal Standpunkt entwickelten. Benningtons Studentenkultur wurde im überaus erfolgreichen Roman von Donna Tartt, The Secret History, im Detail geschildert; in ihren Memoiren schilderte Kathleen Norris (* 1947) das Ambiente von künstlerischen und sittlichen Experimenten am College; sexuelle Beziehungen zwischen Studenten und Professoren waren nicht selten.

## Zahlen zu den Studierenden, den Dozenten und zum Vermögen
Im Herbst 2021 waren 884 Studierende am Bennington College eingeschrieben. Davon strebten 771 (87,2 %) ihren ersten Studienabschluss an, sie waren also undergraduates. Von diesen waren 64 % weiblich und 36 % männlich; 2 % bezeichneten sich als asiatisch, 3 % als schwarz/afroamerikanisch, 11 % als Hispanic/Latino, 59 % als weiß und weitere 18 % kamen aus dem Ausland. 113 (12,8 %) arbeiteten auf einen weiteren Abschluss hin, sie waren graduates. Es lehrten 134 Dozenten an der Universität, davon 60 in Vollzeit und 74 in Teilzeit.
Der Wert des Stiftungsvermögens der Hochschule lag 2021 bei 67,2 Mio. US-Dollar. Der Jahresetat betrug 52,1 Mio. US-Dollar.

## Bekannte Absolventen
- Helen Frankenthaler (1928–2011), Moderne Malerin
- Alice Miller (* 1939), Politikerin
- Garner Tullis (1939–2019), Moderner Maler
- Holland Taylor (* 1943), Schauspielerin und Autorin
- Patrick Hardish (* 1944), Komponist
- Andrea Dworkin (1946–2005), Feministin und Schriftstellerin
- David Moss (* 1949), Musiker
- Donna Tartt (* 1963), Schriftstellerin
- Bret Easton Ellis (* 1964), Schriftsteller
- Jonathan Lethem (* 1964), Schriftsteller
- Akira Rabelais (* 1966), Musiker
- Peter Dinklage (* 1969), Schauspieler
- Marc Spitz (1969–2017), Schriftsteller

Die spätere Filmschauspielerin Grace Kelly bewarb sich um einen Studienplatz am College, wurde aber abgelehnt.

## Bekannte Lehrkräfte
- Alexander Dorner (1893–1957), Kunsthistoriker und Museumspädagoge
- Kenneth Burke (1897–1993), Schriftsteller und Literaturwissenschaftler
- Léonie Adams (1899–1988), Poetin
- Peter Drucker (1909–2005), Ökonom
- Henry Brant (1913–2008), Komponist
- Edward T. Hall (1914–2009), Anthropologe
- Bernard Malamud (1914–1986), Schriftsteller
- Nadi Qamar (1917–2020), Jazzmusiker, Musikethnologe
- Jules Olitski (1922–2007), Moderner Maler, lehrte von 1963 bis 1965 am Bennington[10]
- Vladimir Havsky (1923–2009), Pianist
- Nathan Glazer (1923–2019), Soziologe
- Anthony Caro (1924–2013), britischer Bildhauer der Moderne, lehrte von 1963 bis 1965 am Bennington[10]
- Kenneth Noland (1924–2010), Maler und bedeutender Vertreter der Farbfeldmalerei
- Edward J. Bloustein (1925–1989), Jurist
- Bill Dixon (1925–2010), Jazzmusiker
- Ted Daniel (* 1943), Jazzmusiker
- Arthur Brooks (* um 1945), Trompeter
- Allen Shawn (* 1948), Komponist
- Sven Birkerts (* 1951), Essayist und Literaturkritiker
- Brian Morton (* 1954), Schriftsteller